# Megachile scindularia
Megachile scindularia là một loài Hymenoptera trong họ Megachilidae. Loài này được Buysson mô tả khoa học năm 1903.